# Александър Петров (шахматист)
Тази статия използва алгебрична нотация за описване на шахматните ходове.
Вижте пояснителната страница за други личности с името Александър Петров.
Александър Дмитриевич Петров е първият руски майстор по шахмат, теоретик на шахмата и писател. До отиването му във Варшава през 1840 година, Петров е професор по машиностроене в университета на Санкт Петербург. Известен е с прозвището „Северния Филидор“.

## Биография
Петров започва да играе шахмат на седемгодишна възраст. На 15-годишна възраст побеждава в Санкт Петербург един от най-добрите шахматисти – А. Копьов и от този момент се счита за най-добрия шахматист на Русия. През 1824 г. в Санкт Петербург издава своята първа книга за шахмата на руски език: „Шахматная игра, приведенная в систематический порядок, с присовокуплением Игор Филидора и примечание на оные“. Книгата се състои от пет части (1-ва и 2-ра част - „Теория на шахмата“ и от 3-та до 5-а - „Практика на шахмата“). Книгата на Петров става настолна книга на руските шахматисти. Тази книга е четена от Александър Пушкин, Иван Тургенев, Николай Чернишевски. Първата книга за шахмата на руски език е издадена през 1821 г. от Иван А. Бутримов.
Александър Дмитриевич Петров посещава дома на граф Юлий Помпеевич Лит, където се събират литератори, интересуващи се от шахмат. Този дом също е посещаван от Александър Сергеевич Пушкин, който също се увлича по шахмата.
В библиотеката на А.С. Пушкин са открити две книги на Петров, едната от които с надпис от автора. Александър Петров основава първия в Русия шахматен клуб. През 1844-45 г. публикува шахматни разкази.
Петров издава първата в Русия книга за шашки.
През 1840 г. Петров на няколко пъти побеждава младия руски шахматист Карл Яниш. На два пъти Петров играе мачове срещу Сергей Урусов, които завършват съответно през 1854 г. с резултат 3:1 и през 1859 г. с резултат 13:7. През 1862 г. Петров побеждава Иля Шумов с 4:2. През 1851 г. Хауърд Стаунтън кани Александър Петров да участва в първия международен шахматен турнир в Лондон, но Петров не успява да отиде в столицата на Великобритания.
От 1840 година Петров заживява във Варшава. Неговият дом става известно място за срещи на руски и полски шахматисти. За да не навлече върху себе си подозрения за участие във въстанието против царизма в Полша, през 1863 г. Петров отива зад граница. Във Виена и Париж той се запознава с водещи шахматисти на Западна Европа, в това число и с Пол Морфи.
Александър Петров умира на 22 април 1867 г. на 73-годишна възраст във Варшава.

## Шахматен теоретик
|   | a | b | c | d | e | f | g | h |   |
| 8 | черен кон на черно поле d8 · черна пешка на черно поле c7 · черна пешка на черно поле g7 · черна пешка на бяло поле e6 · черен топ на черно поле f6 · бял офицер на бяло поле g6 · черен кон на черно поле a5 · бяла пешка на черно поле c5 · черна пешка на бяло поле a4 · черна пешка на бяло поле c4 · бяла пешка на черно поле d4 · черен топ на черно поле f4 · черна пешка на бяло поле g4 · черен офицер на черно поле e3 · черна пешка на черно поле b2 · бяла пешка на бяло поле c2 · бял кон на бяло поле e2 · черна пешка на черно поле f2 · бял цар на черно поле h2 · черен цар на бяло поле b1 · бял кон на бяло поле f1 · бяла дама на бяло поле h1 | черен кон на черно поле d8 · черна пешка на черно поле c7 · черна пешка на черно поле g7 · черна пешка на бяло поле e6 · черен топ на черно поле f6 · бял офицер на бяло поле g6 · черен кон на черно поле a5 · бяла пешка на черно поле c5 · черна пешка на бяло поле a4 · черна пешка на бяло поле c4 · бяла пешка на черно поле d4 · черен топ на черно поле f4 · черна пешка на бяло поле g4 · черен офицер на черно поле e3 · черна пешка на черно поле b2 · бяла пешка на бяло поле c2 · бял кон на бяло поле e2 · черна пешка на черно поле f2 · бял цар на черно поле h2 · черен цар на бяло поле b1 · бял кон на бяло поле f1 · бяла дама на бяло поле h1 | черен кон на черно поле d8 · черна пешка на черно поле c7 · черна пешка на черно поле g7 · черна пешка на бяло поле e6 · черен топ на черно поле f6 · бял офицер на бяло поле g6 · черен кон на черно поле a5 · бяла пешка на черно поле c5 · черна пешка на бяло поле a4 · черна пешка на бяло поле c4 · бяла пешка на черно поле d4 · черен топ на черно поле f4 · черна пешка на бяло поле g4 · черен офицер на черно поле e3 · черна пешка на черно поле b2 · бяла пешка на бяло поле c2 · бял кон на бяло поле e2 · черна пешка на черно поле f2 · бял цар на черно поле h2 · черен цар на бяло поле b1 · бял кон на бяло поле f1 · бяла дама на бяло поле h1 | черен кон на черно поле d8 · черна пешка на черно поле c7 · черна пешка на черно поле g7 · черна пешка на бяло поле e6 · черен топ на черно поле f6 · бял офицер на бяло поле g6 · черен кон на черно поле a5 · бяла пешка на черно поле c5 · черна пешка на бяло поле a4 · черна пешка на бяло поле c4 · бяла пешка на черно поле d4 · черен топ на черно поле f4 · черна пешка на бяло поле g4 · черен офицер на черно поле e3 · черна пешка на черно поле b2 · бяла пешка на бяло поле c2 · бял кон на бяло поле e2 · черна пешка на черно поле f2 · бял цар на черно поле h2 · черен цар на бяло поле b1 · бял кон на бяло поле f1 · бяла дама на бяло поле h1 | черен кон на черно поле d8 · черна пешка на черно поле c7 · черна пешка на черно поле g7 · черна пешка на бяло поле e6 · черен топ на черно поле f6 · бял офицер на бяло поле g6 · черен кон на черно поле a5 · бяла пешка на черно поле c5 · черна пешка на бяло поле a4 · черна пешка на бяло поле c4 · бяла пешка на черно поле d4 · черен топ на черно поле f4 · черна пешка на бяло поле g4 · черен офицер на черно поле e3 · черна пешка на черно поле b2 · бяла пешка на бяло поле c2 · бял кон на бяло поле e2 · черна пешка на черно поле f2 · бял цар на черно поле h2 · черен цар на бяло поле b1 · бял кон на бяло поле f1 · бяла дама на бяло поле h1 | черен кон на черно поле d8 · черна пешка на черно поле c7 · черна пешка на черно поле g7 · черна пешка на бяло поле e6 · черен топ на черно поле f6 · бял офицер на бяло поле g6 · черен кон на черно поле a5 · бяла пешка на черно поле c5 · черна пешка на бяло поле a4 · черна пешка на бяло поле c4 · бяла пешка на черно поле d4 · черен топ на черно поле f4 · черна пешка на бяло поле g4 · черен офицер на черно поле e3 · черна пешка на черно поле b2 · бяла пешка на бяло поле c2 · бял кон на бяло поле e2 · черна пешка на черно поле f2 · бял цар на черно поле h2 · черен цар на бяло поле b1 · бял кон на бяло поле f1 · бяла дама на бяло поле h1 | черен кон на черно поле d8 · черна пешка на черно поле c7 · черна пешка на черно поле g7 · черна пешка на бяло поле e6 · черен топ на черно поле f6 · бял офицер на бяло поле g6 · черен кон на черно поле a5 · бяла пешка на черно поле c5 · черна пешка на бяло поле a4 · черна пешка на бяло поле c4 · бяла пешка на черно поле d4 · черен топ на черно поле f4 · черна пешка на бяло поле g4 · черен офицер на черно поле e3 · черна пешка на черно поле b2 · бяла пешка на бяло поле c2 · бял кон на бяло поле e2 · черна пешка на черно поле f2 · бял цар на черно поле h2 · черен цар на бяло поле b1 · бял кон на бяло поле f1 · бяла дама на бяло поле h1 | черен кон на черно поле d8 · черна пешка на черно поле c7 · черна пешка на черно поле g7 · черна пешка на бяло поле e6 · черен топ на черно поле f6 · бял офицер на бяло поле g6 · черен кон на черно поле a5 · бяла пешка на черно поле c5 · черна пешка на бяло поле a4 · черна пешка на бяло поле c4 · бяла пешка на черно поле d4 · черен топ на черно поле f4 · черна пешка на бяло поле g4 · черен офицер на черно поле e3 · черна пешка на черно поле b2 · бяла пешка на бяло поле c2 · бял кон на бяло поле e2 · черна пешка на черно поле f2 · бял цар на черно поле h2 · черен цар на бяло поле b1 · бял кон на бяло поле f1 · бяла дама на бяло поле h1 | 8 |
| 7 | черен кон на черно поле d8 · черна пешка на черно поле c7 · черна пешка на черно поле g7 · черна пешка на бяло поле e6 · черен топ на черно поле f6 · бял офицер на бяло поле g6 · черен кон на черно поле a5 · бяла пешка на черно поле c5 · черна пешка на бяло поле a4 · черна пешка на бяло поле c4 · бяла пешка на черно поле d4 · черен топ на черно поле f4 · черна пешка на бяло поле g4 · черен офицер на черно поле e3 · черна пешка на черно поле b2 · бяла пешка на бяло поле c2 · бял кон на бяло поле e2 · черна пешка на черно поле f2 · бял цар на черно поле h2 · черен цар на бяло поле b1 · бял кон на бяло поле f1 · бяла дама на бяло поле h1 | черен кон на черно поле d8 · черна пешка на черно поле c7 · черна пешка на черно поле g7 · черна пешка на бяло поле e6 · черен топ на черно поле f6 · бял офицер на бяло поле g6 · черен кон на черно поле a5 · бяла пешка на черно поле c5 · черна пешка на бяло поле a4 · черна пешка на бяло поле c4 · бяла пешка на черно поле d4 · черен топ на черно поле f4 · черна пешка на бяло поле g4 · черен офицер на черно поле e3 · черна пешка на черно поле b2 · бяла пешка на бяло поле c2 · бял кон на бяло поле e2 · черна пешка на черно поле f2 · бял цар на черно поле h2 · черен цар на бяло поле b1 · бял кон на бяло поле f1 · бяла дама на бяло поле h1 | черен кон на черно поле d8 · черна пешка на черно поле c7 · черна пешка на черно поле g7 · черна пешка на бяло поле e6 · черен топ на черно поле f6 · бял офицер на бяло поле g6 · черен кон на черно поле a5 · бяла пешка на черно поле c5 · черна пешка на бяло поле a4 · черна пешка на бяло поле c4 · бяла пешка на черно поле d4 · черен топ на черно поле f4 · черна пешка на бяло поле g4 · черен офицер на черно поле e3 · черна пешка на черно поле b2 · бяла пешка на бяло поле c2 · бял кон на бяло поле e2 · черна пешка на черно поле f2 · бял цар на черно поле h2 · черен цар на бяло поле b1 · бял кон на бяло поле f1 · бяла дама на бяло поле h1 | черен кон на черно поле d8 · черна пешка на черно поле c7 · черна пешка на черно поле g7 · черна пешка на бяло поле e6 · черен топ на черно поле f6 · бял офицер на бяло поле g6 · черен кон на черно поле a5 · бяла пешка на черно поле c5 · черна пешка на бяло поле a4 · черна пешка на бяло поле c4 · бяла пешка на черно поле d4 · черен топ на черно поле f4 · черна пешка на бяло поле g4 · черен офицер на черно поле e3 · черна пешка на черно поле b2 · бяла пешка на бяло поле c2 · бял кон на бяло поле e2 · черна пешка на черно поле f2 · бял цар на черно поле h2 · черен цар на бяло поле b1 · бял кон на бяло поле f1 · бяла дама на бяло поле h1 | черен кон на черно поле d8 · черна пешка на черно поле c7 · черна пешка на черно поле g7 · черна пешка на бяло поле e6 · черен топ на черно поле f6 · бял офицер на бяло поле g6 · черен кон на черно поле a5 · бяла пешка на черно поле c5 · черна пешка на бяло поле a4 · черна пешка на бяло поле c4 · бяла пешка на черно поле d4 · черен топ на черно поле f4 · черна пешка на бяло поле g4 · черен офицер на черно поле e3 · черна пешка на черно поле b2 · бяла пешка на бяло поле c2 · бял кон на бяло поле e2 · черна пешка на черно поле f2 · бял цар на черно поле h2 · черен цар на бяло поле b1 · бял кон на бяло поле f1 · бяла дама на бяло поле h1 | черен кон на черно поле d8 · черна пешка на черно поле c7 · черна пешка на черно поле g7 · черна пешка на бяло поле e6 · черен топ на черно поле f6 · бял офицер на бяло поле g6 · черен кон на черно поле a5 · бяла пешка на черно поле c5 · черна пешка на бяло поле a4 · черна пешка на бяло поле c4 · бяла пешка на черно поле d4 · черен топ на черно поле f4 · черна пешка на бяло поле g4 · черен офицер на черно поле e3 · черна пешка на черно поле b2 · бяла пешка на бяло поле c2 · бял кон на бяло поле e2 · черна пешка на черно поле f2 · бял цар на черно поле h2 · черен цар на бяло поле b1 · бял кон на бяло поле f1 · бяла дама на бяло поле h1 | черен кон на черно поле d8 · черна пешка на черно поле c7 · черна пешка на черно поле g7 · черна пешка на бяло поле e6 · черен топ на черно поле f6 · бял офицер на бяло поле g6 · черен кон на черно поле a5 · бяла пешка на черно поле c5 · черна пешка на бяло поле a4 · черна пешка на бяло поле c4 · бяла пешка на черно поле d4 · черен топ на черно поле f4 · черна пешка на бяло поле g4 · черен офицер на черно поле e3 · черна пешка на черно поле b2 · бяла пешка на бяло поле c2 · бял кон на бяло поле e2 · черна пешка на черно поле f2 · бял цар на черно поле h2 · черен цар на бяло поле b1 · бял кон на бяло поле f1 · бяла дама на бяло поле h1 | черен кон на черно поле d8 · черна пешка на черно поле c7 · черна пешка на черно поле g7 · черна пешка на бяло поле e6 · черен топ на черно поле f6 · бял офицер на бяло поле g6 · черен кон на черно поле a5 · бяла пешка на черно поле c5 · черна пешка на бяло поле a4 · черна пешка на бяло поле c4 · бяла пешка на черно поле d4 · черен топ на черно поле f4 · черна пешка на бяло поле g4 · черен офицер на черно поле e3 · черна пешка на черно поле b2 · бяла пешка на бяло поле c2 · бял кон на бяло поле e2 · черна пешка на черно поле f2 · бял цар на черно поле h2 · черен цар на бяло поле b1 · бял кон на бяло поле f1 · бяла дама на бяло поле h1 | 7 |
| 6 | черен кон на черно поле d8 · черна пешка на черно поле c7 · черна пешка на черно поле g7 · черна пешка на бяло поле e6 · черен топ на черно поле f6 · бял офицер на бяло поле g6 · черен кон на черно поле a5 · бяла пешка на черно поле c5 · черна пешка на бяло поле a4 · черна пешка на бяло поле c4 · бяла пешка на черно поле d4 · черен топ на черно поле f4 · черна пешка на бяло поле g4 · черен офицер на черно поле e3 · черна пешка на черно поле b2 · бяла пешка на бяло поле c2 · бял кон на бяло поле e2 · черна пешка на черно поле f2 · бял цар на черно поле h2 · черен цар на бяло поле b1 · бял кон на бяло поле f1 · бяла дама на бяло поле h1 | черен кон на черно поле d8 · черна пешка на черно поле c7 · черна пешка на черно поле g7 · черна пешка на бяло поле e6 · черен топ на черно поле f6 · бял офицер на бяло поле g6 · черен кон на черно поле a5 · бяла пешка на черно поле c5 · черна пешка на бяло поле a4 · черна пешка на бяло поле c4 · бяла пешка на черно поле d4 · черен топ на черно поле f4 · черна пешка на бяло поле g4 · черен офицер на черно поле e3 · черна пешка на черно поле b2 · бяла пешка на бяло поле c2 · бял кон на бяло поле e2 · черна пешка на черно поле f2 · бял цар на черно поле h2 · черен цар на бяло поле b1 · бял кон на бяло поле f1 · бяла дама на бяло поле h1 | черен кон на черно поле d8 · черна пешка на черно поле c7 · черна пешка на черно поле g7 · черна пешка на бяло поле e6 · черен топ на черно поле f6 · бял офицер на бяло поле g6 · черен кон на черно поле a5 · бяла пешка на черно поле c5 · черна пешка на бяло поле a4 · черна пешка на бяло поле c4 · бяла пешка на черно поле d4 · черен топ на черно поле f4 · черна пешка на бяло поле g4 · черен офицер на черно поле e3 · черна пешка на черно поле b2 · бяла пешка на бяло поле c2 · бял кон на бяло поле e2 · черна пешка на черно поле f2 · бял цар на черно поле h2 · черен цар на бяло поле b1 · бял кон на бяло поле f1 · бяла дама на бяло поле h1 | черен кон на черно поле d8 · черна пешка на черно поле c7 · черна пешка на черно поле g7 · черна пешка на бяло поле e6 · черен топ на черно поле f6 · бял офицер на бяло поле g6 · черен кон на черно поле a5 · бяла пешка на черно поле c5 · черна пешка на бяло поле a4 · черна пешка на бяло поле c4 · бяла пешка на черно поле d4 · черен топ на черно поле f4 · черна пешка на бяло поле g4 · черен офицер на черно поле e3 · черна пешка на черно поле b2 · бяла пешка на бяло поле c2 · бял кон на бяло поле e2 · черна пешка на черно поле f2 · бял цар на черно поле h2 · черен цар на бяло поле b1 · бял кон на бяло поле f1 · бяла дама на бяло поле h1 | черен кон на черно поле d8 · черна пешка на черно поле c7 · черна пешка на черно поле g7 · черна пешка на бяло поле e6 · черен топ на черно поле f6 · бял офицер на бяло поле g6 · черен кон на черно поле a5 · бяла пешка на черно поле c5 · черна пешка на бяло поле a4 · черна пешка на бяло поле c4 · бяла пешка на черно поле d4 · черен топ на черно поле f4 · черна пешка на бяло поле g4 · черен офицер на черно поле e3 · черна пешка на черно поле b2 · бяла пешка на бяло поле c2 · бял кон на бяло поле e2 · черна пешка на черно поле f2 · бял цар на черно поле h2 · черен цар на бяло поле b1 · бял кон на бяло поле f1 · бяла дама на бяло поле h1 | черен кон на черно поле d8 · черна пешка на черно поле c7 · черна пешка на черно поле g7 · черна пешка на бяло поле e6 · черен топ на черно поле f6 · бял офицер на бяло поле g6 · черен кон на черно поле a5 · бяла пешка на черно поле c5 · черна пешка на бяло поле a4 · черна пешка на бяло поле c4 · бяла пешка на черно поле d4 · черен топ на черно поле f4 · черна пешка на бяло поле g4 · черен офицер на черно поле e3 · черна пешка на черно поле b2 · бяла пешка на бяло поле c2 · бял кон на бяло поле e2 · черна пешка на черно поле f2 · бял цар на черно поле h2 · черен цар на бяло поле b1 · бял кон на бяло поле f1 · бяла дама на бяло поле h1 | черен кон на черно поле d8 · черна пешка на черно поле c7 · черна пешка на черно поле g7 · черна пешка на бяло поле e6 · черен топ на черно поле f6 · бял офицер на бяло поле g6 · черен кон на черно поле a5 · бяла пешка на черно поле c5 · черна пешка на бяло поле a4 · черна пешка на бяло поле c4 · бяла пешка на черно поле d4 · черен топ на черно поле f4 · черна пешка на бяло поле g4 · черен офицер на черно поле e3 · черна пешка на черно поле b2 · бяла пешка на бяло поле c2 · бял кон на бяло поле e2 · черна пешка на черно поле f2 · бял цар на черно поле h2 · черен цар на бяло поле b1 · бял кон на бяло поле f1 · бяла дама на бяло поле h1 | черен кон на черно поле d8 · черна пешка на черно поле c7 · черна пешка на черно поле g7 · черна пешка на бяло поле e6 · черен топ на черно поле f6 · бял офицер на бяло поле g6 · черен кон на черно поле a5 · бяла пешка на черно поле c5 · черна пешка на бяло поле a4 · черна пешка на бяло поле c4 · бяла пешка на черно поле d4 · черен топ на черно поле f4 · черна пешка на бяло поле g4 · черен офицер на черно поле e3 · черна пешка на черно поле b2 · бяла пешка на бяло поле c2 · бял кон на бяло поле e2 · черна пешка на черно поле f2 · бял цар на черно поле h2 · черен цар на бяло поле b1 · бял кон на бяло поле f1 · бяла дама на бяло поле h1 | 6 |
| 5 | черен кон на черно поле d8 · черна пешка на черно поле c7 · черна пешка на черно поле g7 · черна пешка на бяло поле e6 · черен топ на черно поле f6 · бял офицер на бяло поле g6 · черен кон на черно поле a5 · бяла пешка на черно поле c5 · черна пешка на бяло поле a4 · черна пешка на бяло поле c4 · бяла пешка на черно поле d4 · черен топ на черно поле f4 · черна пешка на бяло поле g4 · черен офицер на черно поле e3 · черна пешка на черно поле b2 · бяла пешка на бяло поле c2 · бял кон на бяло поле e2 · черна пешка на черно поле f2 · бял цар на черно поле h2 · черен цар на бяло поле b1 · бял кон на бяло поле f1 · бяла дама на бяло поле h1 | черен кон на черно поле d8 · черна пешка на черно поле c7 · черна пешка на черно поле g7 · черна пешка на бяло поле e6 · черен топ на черно поле f6 · бял офицер на бяло поле g6 · черен кон на черно поле a5 · бяла пешка на черно поле c5 · черна пешка на бяло поле a4 · черна пешка на бяло поле c4 · бяла пешка на черно поле d4 · черен топ на черно поле f4 · черна пешка на бяло поле g4 · черен офицер на черно поле e3 · черна пешка на черно поле b2 · бяла пешка на бяло поле c2 · бял кон на бяло поле e2 · черна пешка на черно поле f2 · бял цар на черно поле h2 · черен цар на бяло поле b1 · бял кон на бяло поле f1 · бяла дама на бяло поле h1 | черен кон на черно поле d8 · черна пешка на черно поле c7 · черна пешка на черно поле g7 · черна пешка на бяло поле e6 · черен топ на черно поле f6 · бял офицер на бяло поле g6 · черен кон на черно поле a5 · бяла пешка на черно поле c5 · черна пешка на бяло поле a4 · черна пешка на бяло поле c4 · бяла пешка на черно поле d4 · черен топ на черно поле f4 · черна пешка на бяло поле g4 · черен офицер на черно поле e3 · черна пешка на черно поле b2 · бяла пешка на бяло поле c2 · бял кон на бяло поле e2 · черна пешка на черно поле f2 · бял цар на черно поле h2 · черен цар на бяло поле b1 · бял кон на бяло поле f1 · бяла дама на бяло поле h1 | черен кон на черно поле d8 · черна пешка на черно поле c7 · черна пешка на черно поле g7 · черна пешка на бяло поле e6 · черен топ на черно поле f6 · бял офицер на бяло поле g6 · черен кон на черно поле a5 · бяла пешка на черно поле c5 · черна пешка на бяло поле a4 · черна пешка на бяло поле c4 · бяла пешка на черно поле d4 · черен топ на черно поле f4 · черна пешка на бяло поле g4 · черен офицер на черно поле e3 · черна пешка на черно поле b2 · бяла пешка на бяло поле c2 · бял кон на бяло поле e2 · черна пешка на черно поле f2 · бял цар на черно поле h2 · черен цар на бяло поле b1 · бял кон на бяло поле f1 · бяла дама на бяло поле h1 | черен кон на черно поле d8 · черна пешка на черно поле c7 · черна пешка на черно поле g7 · черна пешка на бяло поле e6 · черен топ на черно поле f6 · бял офицер на бяло поле g6 · черен кон на черно поле a5 · бяла пешка на черно поле c5 · черна пешка на бяло поле a4 · черна пешка на бяло поле c4 · бяла пешка на черно поле d4 · черен топ на черно поле f4 · черна пешка на бяло поле g4 · черен офицер на черно поле e3 · черна пешка на черно поле b2 · бяла пешка на бяло поле c2 · бял кон на бяло поле e2 · черна пешка на черно поле f2 · бял цар на черно поле h2 · черен цар на бяло поле b1 · бял кон на бяло поле f1 · бяла дама на бяло поле h1 | черен кон на черно поле d8 · черна пешка на черно поле c7 · черна пешка на черно поле g7 · черна пешка на бяло поле e6 · черен топ на черно поле f6 · бял офицер на бяло поле g6 · черен кон на черно поле a5 · бяла пешка на черно поле c5 · черна пешка на бяло поле a4 · черна пешка на бяло поле c4 · бяла пешка на черно поле d4 · черен топ на черно поле f4 · черна пешка на бяло поле g4 · черен офицер на черно поле e3 · черна пешка на черно поле b2 · бяла пешка на бяло поле c2 · бял кон на бяло поле e2 · черна пешка на черно поле f2 · бял цар на черно поле h2 · черен цар на бяло поле b1 · бял кон на бяло поле f1 · бяла дама на бяло поле h1 | черен кон на черно поле d8 · черна пешка на черно поле c7 · черна пешка на черно поле g7 · черна пешка на бяло поле e6 · черен топ на черно поле f6 · бял офицер на бяло поле g6 · черен кон на черно поле a5 · бяла пешка на черно поле c5 · черна пешка на бяло поле a4 · черна пешка на бяло поле c4 · бяла пешка на черно поле d4 · черен топ на черно поле f4 · черна пешка на бяло поле g4 · черен офицер на черно поле e3 · черна пешка на черно поле b2 · бяла пешка на бяло поле c2 · бял кон на бяло поле e2 · черна пешка на черно поле f2 · бял цар на черно поле h2 · черен цар на бяло поле b1 · бял кон на бяло поле f1 · бяла дама на бяло поле h1 | черен кон на черно поле d8 · черна пешка на черно поле c7 · черна пешка на черно поле g7 · черна пешка на бяло поле e6 · черен топ на черно поле f6 · бял офицер на бяло поле g6 · черен кон на черно поле a5 · бяла пешка на черно поле c5 · черна пешка на бяло поле a4 · черна пешка на бяло поле c4 · бяла пешка на черно поле d4 · черен топ на черно поле f4 · черна пешка на бяло поле g4 · черен офицер на черно поле e3 · черна пешка на черно поле b2 · бяла пешка на бяло поле c2 · бял кон на бяло поле e2 · черна пешка на черно поле f2 · бял цар на черно поле h2 · черен цар на бяло поле b1 · бял кон на бяло поле f1 · бяла дама на бяло поле h1 | 5 |
| 4 | черен кон на черно поле d8 · черна пешка на черно поле c7 · черна пешка на черно поле g7 · черна пешка на бяло поле e6 · черен топ на черно поле f6 · бял офицер на бяло поле g6 · черен кон на черно поле a5 · бяла пешка на черно поле c5 · черна пешка на бяло поле a4 · черна пешка на бяло поле c4 · бяла пешка на черно поле d4 · черен топ на черно поле f4 · черна пешка на бяло поле g4 · черен офицер на черно поле e3 · черна пешка на черно поле b2 · бяла пешка на бяло поле c2 · бял кон на бяло поле e2 · черна пешка на черно поле f2 · бял цар на черно поле h2 · черен цар на бяло поле b1 · бял кон на бяло поле f1 · бяла дама на бяло поле h1 | черен кон на черно поле d8 · черна пешка на черно поле c7 · черна пешка на черно поле g7 · черна пешка на бяло поле e6 · черен топ на черно поле f6 · бял офицер на бяло поле g6 · черен кон на черно поле a5 · бяла пешка на черно поле c5 · черна пешка на бяло поле a4 · черна пешка на бяло поле c4 · бяла пешка на черно поле d4 · черен топ на черно поле f4 · черна пешка на бяло поле g4 · черен офицер на черно поле e3 · черна пешка на черно поле b2 · бяла пешка на бяло поле c2 · бял кон на бяло поле e2 · черна пешка на черно поле f2 · бял цар на черно поле h2 · черен цар на бяло поле b1 · бял кон на бяло поле f1 · бяла дама на бяло поле h1 | черен кон на черно поле d8 · черна пешка на черно поле c7 · черна пешка на черно поле g7 · черна пешка на бяло поле e6 · черен топ на черно поле f6 · бял офицер на бяло поле g6 · черен кон на черно поле a5 · бяла пешка на черно поле c5 · черна пешка на бяло поле a4 · черна пешка на бяло поле c4 · бяла пешка на черно поле d4 · черен топ на черно поле f4 · черна пешка на бяло поле g4 · черен офицер на черно поле e3 · черна пешка на черно поле b2 · бяла пешка на бяло поле c2 · бял кон на бяло поле e2 · черна пешка на черно поле f2 · бял цар на черно поле h2 · черен цар на бяло поле b1 · бял кон на бяло поле f1 · бяла дама на бяло поле h1 | черен кон на черно поле d8 · черна пешка на черно поле c7 · черна пешка на черно поле g7 · черна пешка на бяло поле e6 · черен топ на черно поле f6 · бял офицер на бяло поле g6 · черен кон на черно поле a5 · бяла пешка на черно поле c5 · черна пешка на бяло поле a4 · черна пешка на бяло поле c4 · бяла пешка на черно поле d4 · черен топ на черно поле f4 · черна пешка на бяло поле g4 · черен офицер на черно поле e3 · черна пешка на черно поле b2 · бяла пешка на бяло поле c2 · бял кон на бяло поле e2 · черна пешка на черно поле f2 · бял цар на черно поле h2 · черен цар на бяло поле b1 · бял кон на бяло поле f1 · бяла дама на бяло поле h1 | черен кон на черно поле d8 · черна пешка на черно поле c7 · черна пешка на черно поле g7 · черна пешка на бяло поле e6 · черен топ на черно поле f6 · бял офицер на бяло поле g6 · черен кон на черно поле a5 · бяла пешка на черно поле c5 · черна пешка на бяло поле a4 · черна пешка на бяло поле c4 · бяла пешка на черно поле d4 · черен топ на черно поле f4 · черна пешка на бяло поле g4 · черен офицер на черно поле e3 · черна пешка на черно поле b2 · бяла пешка на бяло поле c2 · бял кон на бяло поле e2 · черна пешка на черно поле f2 · бял цар на черно поле h2 · черен цар на бяло поле b1 · бял кон на бяло поле f1 · бяла дама на бяло поле h1 | черен кон на черно поле d8 · черна пешка на черно поле c7 · черна пешка на черно поле g7 · черна пешка на бяло поле e6 · черен топ на черно поле f6 · бял офицер на бяло поле g6 · черен кон на черно поле a5 · бяла пешка на черно поле c5 · черна пешка на бяло поле a4 · черна пешка на бяло поле c4 · бяла пешка на черно поле d4 · черен топ на черно поле f4 · черна пешка на бяло поле g4 · черен офицер на черно поле e3 · черна пешка на черно поле b2 · бяла пешка на бяло поле c2 · бял кон на бяло поле e2 · черна пешка на черно поле f2 · бял цар на черно поле h2 · черен цар на бяло поле b1 · бял кон на бяло поле f1 · бяла дама на бяло поле h1 | черен кон на черно поле d8 · черна пешка на черно поле c7 · черна пешка на черно поле g7 · черна пешка на бяло поле e6 · черен топ на черно поле f6 · бял офицер на бяло поле g6 · черен кон на черно поле a5 · бяла пешка на черно поле c5 · черна пешка на бяло поле a4 · черна пешка на бяло поле c4 · бяла пешка на черно поле d4 · черен топ на черно поле f4 · черна пешка на бяло поле g4 · черен офицер на черно поле e3 · черна пешка на черно поле b2 · бяла пешка на бяло поле c2 · бял кон на бяло поле e2 · черна пешка на черно поле f2 · бял цар на черно поле h2 · черен цар на бяло поле b1 · бял кон на бяло поле f1 · бяла дама на бяло поле h1 | черен кон на черно поле d8 · черна пешка на черно поле c7 · черна пешка на черно поле g7 · черна пешка на бяло поле e6 · черен топ на черно поле f6 · бял офицер на бяло поле g6 · черен кон на черно поле a5 · бяла пешка на черно поле c5 · черна пешка на бяло поле a4 · черна пешка на бяло поле c4 · бяла пешка на черно поле d4 · черен топ на черно поле f4 · черна пешка на бяло поле g4 · черен офицер на черно поле e3 · черна пешка на черно поле b2 · бяла пешка на бяло поле c2 · бял кон на бяло поле e2 · черна пешка на черно поле f2 · бял цар на черно поле h2 · черен цар на бяло поле b1 · бял кон на бяло поле f1 · бяла дама на бяло поле h1 | 4 |
| 3 | черен кон на черно поле d8 · черна пешка на черно поле c7 · черна пешка на черно поле g7 · черна пешка на бяло поле e6 · черен топ на черно поле f6 · бял офицер на бяло поле g6 · черен кон на черно поле a5 · бяла пешка на черно поле c5 · черна пешка на бяло поле a4 · черна пешка на бяло поле c4 · бяла пешка на черно поле d4 · черен топ на черно поле f4 · черна пешка на бяло поле g4 · черен офицер на черно поле e3 · черна пешка на черно поле b2 · бяла пешка на бяло поле c2 · бял кон на бяло поле e2 · черна пешка на черно поле f2 · бял цар на черно поле h2 · черен цар на бяло поле b1 · бял кон на бяло поле f1 · бяла дама на бяло поле h1 | черен кон на черно поле d8 · черна пешка на черно поле c7 · черна пешка на черно поле g7 · черна пешка на бяло поле e6 · черен топ на черно поле f6 · бял офицер на бяло поле g6 · черен кон на черно поле a5 · бяла пешка на черно поле c5 · черна пешка на бяло поле a4 · черна пешка на бяло поле c4 · бяла пешка на черно поле d4 · черен топ на черно поле f4 · черна пешка на бяло поле g4 · черен офицер на черно поле e3 · черна пешка на черно поле b2 · бяла пешка на бяло поле c2 · бял кон на бяло поле e2 · черна пешка на черно поле f2 · бял цар на черно поле h2 · черен цар на бяло поле b1 · бял кон на бяло поле f1 · бяла дама на бяло поле h1 | черен кон на черно поле d8 · черна пешка на черно поле c7 · черна пешка на черно поле g7 · черна пешка на бяло поле e6 · черен топ на черно поле f6 · бял офицер на бяло поле g6 · черен кон на черно поле a5 · бяла пешка на черно поле c5 · черна пешка на бяло поле a4 · черна пешка на бяло поле c4 · бяла пешка на черно поле d4 · черен топ на черно поле f4 · черна пешка на бяло поле g4 · черен офицер на черно поле e3 · черна пешка на черно поле b2 · бяла пешка на бяло поле c2 · бял кон на бяло поле e2 · черна пешка на черно поле f2 · бял цар на черно поле h2 · черен цар на бяло поле b1 · бял кон на бяло поле f1 · бяла дама на бяло поле h1 | черен кон на черно поле d8 · черна пешка на черно поле c7 · черна пешка на черно поле g7 · черна пешка на бяло поле e6 · черен топ на черно поле f6 · бял офицер на бяло поле g6 · черен кон на черно поле a5 · бяла пешка на черно поле c5 · черна пешка на бяло поле a4 · черна пешка на бяло поле c4 · бяла пешка на черно поле d4 · черен топ на черно поле f4 · черна пешка на бяло поле g4 · черен офицер на черно поле e3 · черна пешка на черно поле b2 · бяла пешка на бяло поле c2 · бял кон на бяло поле e2 · черна пешка на черно поле f2 · бял цар на черно поле h2 · черен цар на бяло поле b1 · бял кон на бяло поле f1 · бяла дама на бяло поле h1 | черен кон на черно поле d8 · черна пешка на черно поле c7 · черна пешка на черно поле g7 · черна пешка на бяло поле e6 · черен топ на черно поле f6 · бял офицер на бяло поле g6 · черен кон на черно поле a5 · бяла пешка на черно поле c5 · черна пешка на бяло поле a4 · черна пешка на бяло поле c4 · бяла пешка на черно поле d4 · черен топ на черно поле f4 · черна пешка на бяло поле g4 · черен офицер на черно поле e3 · черна пешка на черно поле b2 · бяла пешка на бяло поле c2 · бял кон на бяло поле e2 · черна пешка на черно поле f2 · бял цар на черно поле h2 · черен цар на бяло поле b1 · бял кон на бяло поле f1 · бяла дама на бяло поле h1 | черен кон на черно поле d8 · черна пешка на черно поле c7 · черна пешка на черно поле g7 · черна пешка на бяло поле e6 · черен топ на черно поле f6 · бял офицер на бяло поле g6 · черен кон на черно поле a5 · бяла пешка на черно поле c5 · черна пешка на бяло поле a4 · черна пешка на бяло поле c4 · бяла пешка на черно поле d4 · черен топ на черно поле f4 · черна пешка на бяло поле g4 · черен офицер на черно поле e3 · черна пешка на черно поле b2 · бяла пешка на бяло поле c2 · бял кон на бяло поле e2 · черна пешка на черно поле f2 · бял цар на черно поле h2 · черен цар на бяло поле b1 · бял кон на бяло поле f1 · бяла дама на бяло поле h1 | черен кон на черно поле d8 · черна пешка на черно поле c7 · черна пешка на черно поле g7 · черна пешка на бяло поле e6 · черен топ на черно поле f6 · бял офицер на бяло поле g6 · черен кон на черно поле a5 · бяла пешка на черно поле c5 · черна пешка на бяло поле a4 · черна пешка на бяло поле c4 · бяла пешка на черно поле d4 · черен топ на черно поле f4 · черна пешка на бяло поле g4 · черен офицер на черно поле e3 · черна пешка на черно поле b2 · бяла пешка на бяло поле c2 · бял кон на бяло поле e2 · черна пешка на черно поле f2 · бял цар на черно поле h2 · черен цар на бяло поле b1 · бял кон на бяло поле f1 · бяла дама на бяло поле h1 | черен кон на черно поле d8 · черна пешка на черно поле c7 · черна пешка на черно поле g7 · черна пешка на бяло поле e6 · черен топ на черно поле f6 · бял офицер на бяло поле g6 · черен кон на черно поле a5 · бяла пешка на черно поле c5 · черна пешка на бяло поле a4 · черна пешка на бяло поле c4 · бяла пешка на черно поле d4 · черен топ на черно поле f4 · черна пешка на бяло поле g4 · черен офицер на черно поле e3 · черна пешка на черно поле b2 · бяла пешка на бяло поле c2 · бял кон на бяло поле e2 · черна пешка на черно поле f2 · бял цар на черно поле h2 · черен цар на бяло поле b1 · бял кон на бяло поле f1 · бяла дама на бяло поле h1 | 3 |
| 2 | черен кон на черно поле d8 · черна пешка на черно поле c7 · черна пешка на черно поле g7 · черна пешка на бяло поле e6 · черен топ на черно поле f6 · бял офицер на бяло поле g6 · черен кон на черно поле a5 · бяла пешка на черно поле c5 · черна пешка на бяло поле a4 · черна пешка на бяло поле c4 · бяла пешка на черно поле d4 · черен топ на черно поле f4 · черна пешка на бяло поле g4 · черен офицер на черно поле e3 · черна пешка на черно поле b2 · бяла пешка на бяло поле c2 · бял кон на бяло поле e2 · черна пешка на черно поле f2 · бял цар на черно поле h2 · черен цар на бяло поле b1 · бял кон на бяло поле f1 · бяла дама на бяло поле h1 | черен кон на черно поле d8 · черна пешка на черно поле c7 · черна пешка на черно поле g7 · черна пешка на бяло поле e6 · черен топ на черно поле f6 · бял офицер на бяло поле g6 · черен кон на черно поле a5 · бяла пешка на черно поле c5 · черна пешка на бяло поле a4 · черна пешка на бяло поле c4 · бяла пешка на черно поле d4 · черен топ на черно поле f4 · черна пешка на бяло поле g4 · черен офицер на черно поле e3 · черна пешка на черно поле b2 · бяла пешка на бяло поле c2 · бял кон на бяло поле e2 · черна пешка на черно поле f2 · бял цар на черно поле h2 · черен цар на бяло поле b1 · бял кон на бяло поле f1 · бяла дама на бяло поле h1 | черен кон на черно поле d8 · черна пешка на черно поле c7 · черна пешка на черно поле g7 · черна пешка на бяло поле e6 · черен топ на черно поле f6 · бял офицер на бяло поле g6 · черен кон на черно поле a5 · бяла пешка на черно поле c5 · черна пешка на бяло поле a4 · черна пешка на бяло поле c4 · бяла пешка на черно поле d4 · черен топ на черно поле f4 · черна пешка на бяло поле g4 · черен офицер на черно поле e3 · черна пешка на черно поле b2 · бяла пешка на бяло поле c2 · бял кон на бяло поле e2 · черна пешка на черно поле f2 · бял цар на черно поле h2 · черен цар на бяло поле b1 · бял кон на бяло поле f1 · бяла дама на бяло поле h1 | черен кон на черно поле d8 · черна пешка на черно поле c7 · черна пешка на черно поле g7 · черна пешка на бяло поле e6 · черен топ на черно поле f6 · бял офицер на бяло поле g6 · черен кон на черно поле a5 · бяла пешка на черно поле c5 · черна пешка на бяло поле a4 · черна пешка на бяло поле c4 · бяла пешка на черно поле d4 · черен топ на черно поле f4 · черна пешка на бяло поле g4 · черен офицер на черно поле e3 · черна пешка на черно поле b2 · бяла пешка на бяло поле c2 · бял кон на бяло поле e2 · черна пешка на черно поле f2 · бял цар на черно поле h2 · черен цар на бяло поле b1 · бял кон на бяло поле f1 · бяла дама на бяло поле h1 | черен кон на черно поле d8 · черна пешка на черно поле c7 · черна пешка на черно поле g7 · черна пешка на бяло поле e6 · черен топ на черно поле f6 · бял офицер на бяло поле g6 · черен кон на черно поле a5 · бяла пешка на черно поле c5 · черна пешка на бяло поле a4 · черна пешка на бяло поле c4 · бяла пешка на черно поле d4 · черен топ на черно поле f4 · черна пешка на бяло поле g4 · черен офицер на черно поле e3 · черна пешка на черно поле b2 · бяла пешка на бяло поле c2 · бял кон на бяло поле e2 · черна пешка на черно поле f2 · бял цар на черно поле h2 · черен цар на бяло поле b1 · бял кон на бяло поле f1 · бяла дама на бяло поле h1 | черен кон на черно поле d8 · черна пешка на черно поле c7 · черна пешка на черно поле g7 · черна пешка на бяло поле e6 · черен топ на черно поле f6 · бял офицер на бяло поле g6 · черен кон на черно поле a5 · бяла пешка на черно поле c5 · черна пешка на бяло поле a4 · черна пешка на бяло поле c4 · бяла пешка на черно поле d4 · черен топ на черно поле f4 · черна пешка на бяло поле g4 · черен офицер на черно поле e3 · черна пешка на черно поле b2 · бяла пешка на бяло поле c2 · бял кон на бяло поле e2 · черна пешка на черно поле f2 · бял цар на черно поле h2 · черен цар на бяло поле b1 · бял кон на бяло поле f1 · бяла дама на бяло поле h1 | черен кон на черно поле d8 · черна пешка на черно поле c7 · черна пешка на черно поле g7 · черна пешка на бяло поле e6 · черен топ на черно поле f6 · бял офицер на бяло поле g6 · черен кон на черно поле a5 · бяла пешка на черно поле c5 · черна пешка на бяло поле a4 · черна пешка на бяло поле c4 · бяла пешка на черно поле d4 · черен топ на черно поле f4 · черна пешка на бяло поле g4 · черен офицер на черно поле e3 · черна пешка на черно поле b2 · бяла пешка на бяло поле c2 · бял кон на бяло поле e2 · черна пешка на черно поле f2 · бял цар на черно поле h2 · черен цар на бяло поле b1 · бял кон на бяло поле f1 · бяла дама на бяло поле h1 | черен кон на черно поле d8 · черна пешка на черно поле c7 · черна пешка на черно поле g7 · черна пешка на бяло поле e6 · черен топ на черно поле f6 · бял офицер на бяло поле g6 · черен кон на черно поле a5 · бяла пешка на черно поле c5 · черна пешка на бяло поле a4 · черна пешка на бяло поле c4 · бяла пешка на черно поле d4 · черен топ на черно поле f4 · черна пешка на бяло поле g4 · черен офицер на черно поле e3 · черна пешка на черно поле b2 · бяла пешка на бяло поле c2 · бял кон на бяло поле e2 · черна пешка на черно поле f2 · бял цар на черно поле h2 · черен цар на бяло поле b1 · бял кон на бяло поле f1 · бяла дама на бяло поле h1 | 2 |
| 1 | черен кон на черно поле d8 · черна пешка на черно поле c7 · черна пешка на черно поле g7 · черна пешка на бяло поле e6 · черен топ на черно поле f6 · бял офицер на бяло поле g6 · черен кон на черно поле a5 · бяла пешка на черно поле c5 · черна пешка на бяло поле a4 · черна пешка на бяло поле c4 · бяла пешка на черно поле d4 · черен топ на черно поле f4 · черна пешка на бяло поле g4 · черен офицер на черно поле e3 · черна пешка на черно поле b2 · бяла пешка на бяло поле c2 · бял кон на бяло поле e2 · черна пешка на черно поле f2 · бял цар на черно поле h2 · черен цар на бяло поле b1 · бял кон на бяло поле f1 · бяла дама на бяло поле h1 | черен кон на черно поле d8 · черна пешка на черно поле c7 · черна пешка на черно поле g7 · черна пешка на бяло поле e6 · черен топ на черно поле f6 · бял офицер на бяло поле g6 · черен кон на черно поле a5 · бяла пешка на черно поле c5 · черна пешка на бяло поле a4 · черна пешка на бяло поле c4 · бяла пешка на черно поле d4 · черен топ на черно поле f4 · черна пешка на бяло поле g4 · черен офицер на черно поле e3 · черна пешка на черно поле b2 · бяла пешка на бяло поле c2 · бял кон на бяло поле e2 · черна пешка на черно поле f2 · бял цар на черно поле h2 · черен цар на бяло поле b1 · бял кон на бяло поле f1 · бяла дама на бяло поле h1 | черен кон на черно поле d8 · черна пешка на черно поле c7 · черна пешка на черно поле g7 · черна пешка на бяло поле e6 · черен топ на черно поле f6 · бял офицер на бяло поле g6 · черен кон на черно поле a5 · бяла пешка на черно поле c5 · черна пешка на бяло поле a4 · черна пешка на бяло поле c4 · бяла пешка на черно поле d4 · черен топ на черно поле f4 · черна пешка на бяло поле g4 · черен офицер на черно поле e3 · черна пешка на черно поле b2 · бяла пешка на бяло поле c2 · бял кон на бяло поле e2 · черна пешка на черно поле f2 · бял цар на черно поле h2 · черен цар на бяло поле b1 · бял кон на бяло поле f1 · бяла дама на бяло поле h1 | черен кон на черно поле d8 · черна пешка на черно поле c7 · черна пешка на черно поле g7 · черна пешка на бяло поле e6 · черен топ на черно поле f6 · бял офицер на бяло поле g6 · черен кон на черно поле a5 · бяла пешка на черно поле c5 · черна пешка на бяло поле a4 · черна пешка на бяло поле c4 · бяла пешка на черно поле d4 · черен топ на черно поле f4 · черна пешка на бяло поле g4 · черен офицер на черно поле e3 · черна пешка на черно поле b2 · бяла пешка на бяло поле c2 · бял кон на бяло поле e2 · черна пешка на черно поле f2 · бял цар на черно поле h2 · черен цар на бяло поле b1 · бял кон на бяло поле f1 · бяла дама на бяло поле h1 | черен кон на черно поле d8 · черна пешка на черно поле c7 · черна пешка на черно поле g7 · черна пешка на бяло поле e6 · черен топ на черно поле f6 · бял офицер на бяло поле g6 · черен кон на черно поле a5 · бяла пешка на черно поле c5 · черна пешка на бяло поле a4 · черна пешка на бяло поле c4 · бяла пешка на черно поле d4 · черен топ на черно поле f4 · черна пешка на бяло поле g4 · черен офицер на черно поле e3 · черна пешка на черно поле b2 · бяла пешка на бяло поле c2 · бял кон на бяло поле e2 · черна пешка на черно поле f2 · бял цар на черно поле h2 · черен цар на бяло поле b1 · бял кон на бяло поле f1 · бяла дама на бяло поле h1 | черен кон на черно поле d8 · черна пешка на черно поле c7 · черна пешка на черно поле g7 · черна пешка на бяло поле e6 · черен топ на черно поле f6 · бял офицер на бяло поле g6 · черен кон на черно поле a5 · бяла пешка на черно поле c5 · черна пешка на бяло поле a4 · черна пешка на бяло поле c4 · бяла пешка на черно поле d4 · черен топ на черно поле f4 · черна пешка на бяло поле g4 · черен офицер на черно поле e3 · черна пешка на черно поле b2 · бяла пешка на бяло поле c2 · бял кон на бяло поле e2 · черна пешка на черно поле f2 · бял цар на черно поле h2 · черен цар на бяло поле b1 · бял кон на бяло поле f1 · бяла дама на бяло поле h1 | черен кон на черно поле d8 · черна пешка на черно поле c7 · черна пешка на черно поле g7 · черна пешка на бяло поле e6 · черен топ на черно поле f6 · бял офицер на бяло поле g6 · черен кон на черно поле a5 · бяла пешка на черно поле c5 · черна пешка на бяло поле a4 · черна пешка на бяло поле c4 · бяла пешка на черно поле d4 · черен топ на черно поле f4 · черна пешка на бяло поле g4 · черен офицер на черно поле e3 · черна пешка на черно поле b2 · бяла пешка на бяло поле c2 · бял кон на бяло поле e2 · черна пешка на черно поле f2 · бял цар на черно поле h2 · черен цар на бяло поле b1 · бял кон на бяло поле f1 · бяла дама на бяло поле h1 | черен кон на черно поле d8 · черна пешка на черно поле c7 · черна пешка на черно поле g7 · черна пешка на бяло поле e6 · черен топ на черно поле f6 · бял офицер на бяло поле g6 · черен кон на черно поле a5 · бяла пешка на черно поле c5 · черна пешка на бяло поле a4 · черна пешка на бяло поле c4 · бяла пешка на черно поле d4 · черен топ на черно поле f4 · черна пешка на бяло поле g4 · черен офицер на черно поле e3 · черна пешка на черно поле b2 · бяла пешка на бяло поле c2 · бял кон на бяло поле e2 · черна пешка на черно поле f2 · бял цар на черно поле h2 · черен цар на бяло поле b1 · бял кон на бяло поле f1 · бяла дама на бяло поле h1 | 1 |
|   | a | b | c | d | e | f | g | h |   |

Петров внася значителен принос в теорията на шахмата. Той задълбочено анализира дебют, който впоследствие е наречен на руския шахматист: „Защита Петров“. Този дебют също е известен с названието „Руска партия“. Ходовете му са: 1.e2-e4 e7-e5 2.Кg1-f3 Кg8-f6.
На името на Петров също е кръстен вариант в началото „Дебют на офицера“. Ходовете на варианта са: 1.e2-e4 e7-e5 2.Оf1-c4 Оf8-c5 3.Кg1-f3 d7-d6 4.c2-c3 Дd8-e7 5.d2-d4.
Петров създава няколко забележителни шахматни задачи. Неговата най-известна шахматна задача е мат в 14 хода, наречена „Бягството на Наполеон от Москва в Париж“.
Решение на задачата: 1. Кd2+ Крa2 2. Кc3+ Цa3 3. Кdb1+ Цb4 4. Кa2+ Цb5 5. Кbc3+ Цa6 6. Кb4+ Цa7 7. Кb5+ Цb8 8. Кa6+ Цc8 9. Кa7+ Цd7 10. Кb8+ Цe7 11. Кc8+ Цf8 12. Кd7+ Цg8 13. Кe7+ Цh8 14. Цg2 мат.
Означения: поле а1 – Москва, поле h8 — Париж, диагонал h1-a8 — река Березина, черния цар – Наполеон, белите коне – руска кавалерия или руските казаци.
На река Березина (диагонал h1-a8) Наполеон може да бъде заловен в плен. В описанията към 6-ия ход Петров написва: „Дамата следва да прегради пътя на Наполеон, за да не стъпи на а8, тогава той няма да отиде в Париж, а ще бъде шах и мат“.